# Gabriel Norambuena
Gabriel Adonis Norambuena Moraga (Santiago, Chile; 7 de mayo de 2003) es un futbolista profesional chileno, se desempeña como delantero y juega en Unión Española de la Primera División de Chile.

## Trayectoria
Producto de las divisiones inferiores de Unión Española, debutó profesionalmente en el partido válido por el torneo de Primera División 2020 ante Cobresal el 15 de febrero de 2021, junto a su compañero Jonathan Villagra. En octubre de 2021, Norambuena firmó su primer contrato como profesional con Unión Española, a la edad de 18 años.

## Selección nacional

### Selecciones menores
Fue convocado por Patricio Ormazábal para la Selección chilena sub-20 para la Copa Raúl Coloma celebrada en diciembre de 2021, donde Norambuena disputó partidos ante Paraguay y Perú.

### Participaciones en Sudamericanos
| Torneo                      | Sede     | Resultado     | Partidos | Goles |
| --------------------------- | -------- | ------------- | -------- | ----- |
| Sudamericano Sub-20 de 2023 | Colombia | En desarrollo | 3        | 0     |

## Estadísticas

### Clubes
| Club                   | Div.             | Temporada        | Liga  | Liga  | Copas Nacionales | Copas Nacionales | Torneos Internacionales | Torneos Internacionales | Total | Total |
| Club                   | Div.             | Temporada        | Part. | Goles | Part.            | Goles            | Part.                   | Goles                   | Part. | Goles |
| ---------------------- | ---------------- | ---------------- | ----- | ----- | ---------------- | ---------------- | ----------------------- | ----------------------- | ----- | ----- |
| Unión Española · Chile | 1ª               | 2020             | 1     | 0     | —                | —                | —                       | —                       | 1     | 0     |
| Unión Española · Chile | 1ª               | 2021             | 10    | 1     | 1                | 0                | —                       | —                       | 11    | 1     |
| Unión Española · Chile | 1ª               | 2022             | 17    | 0     | 4                | 0                | 1                       | 0                       | 22    | 0     |
| Unión Española · Chile | 1ª               | 2023             | 12    | 0     | 1                | 1                | —                       | —                       | 13    | 1     |
| Unión Española · Chile | 1ª               | 2024             | 0     | 0     | 0                | 0                | —                       | —                       | 0     | 0     |
| Unión Española · Chile | Total club       | Total club       | 40    | 1     | 6                | 1                | 1                       | 0                       | 47    | 2     |
| Total en carrera       | Total en carrera | Total en carrera | 40    | 1     | 6                | 1                | 1                       | 0                       | 47    | 2     |
| 1. 2. 3.               |                  |                  |       |       |                  |                  |                         |                         |       |       |

### Selecciones
| Selección      | Temporada     | Amistosos | Amistosos | Sudamérica | Sudamérica | Mundial | Mundial | Total | Total | Media goleadora |
| Selección      | Temporada     | Part.     | Goles     | Part.      | Goles      | Part.   | Goles   | Part. | Goles | Media goleadora |
| -------------- | ------------- | --------- | --------- | ---------- | ---------- | ------- | ------- | ----- | ----- | --------------- |
| Sub-20 · Chile | 2022          | 7         | 3         | —          | —          | —       | —       | 7     | 3     | 0.43            |
| Sub-20 · Chile | 2023          | —         | —         | 3          | 0          | —       | —       | 3     | 0     | 0.00            |
| Sub-20 · Chile | Total         | 7         | 3         | 3          | 0          | 0       | 0       | 10    | 3     | 0.3             |
| Total carrera  | Total carrera | 7         | 3         | 3          | 0          | 0       | 0       | 10    | 3     | 0.3             |
| 1.             |               |           |           |            |            |         |         |       |       |                 |